# Edward Woods
Edward Woods (Los Angeles, 8 juli 1903 - Salt Lake City, 8 oktober 1989), was een Amerikaanse filmacteur en theaterproducent.
Woods begon zijn acteercarrière op het toneel in het Salt Lake Theatre. Later speelde hij in New York in menig succesvolle Broadway productie. Gedurende zijn carrière als filmacteur werkte hij met Cary Grant, Greta Garbo, Jean Harlow, John Barrymore en Clark Gable. 
Zijn bekendste rol was die van "Matt Dole" tegenover James Cagney's "Tom Powers" in de gangsterfilm The Public Enemy (1931). Alhoewel hij oorspronkelijk gecast werd in de hoofdrol (Powers), ruilde Woods en Cagney van rol nadat regisseur William Wellman Cagney heel overtuigend had zien optreden. De filmstudio beloofde de rollenwissel aan Woods goed te maken met nieuwe filmrollen, maar brak deze belofte nadat zijn contract eindigde. Woods speelde daarna enkel nog in B-films.
Gedurende de Tweede Wereldoorlog maakte hij trainingsfilms voor het Amerikaanse leger. Na zijn filmcarrière werkte hij als producent en regisseur. In 1975 ging Edward Woods met pensioen.

## Filmografie
- Mothers Cry (1930)
- The Public Enemy (1931)
- Local Boy Makes Good (1931)
- They Never Come Back (1932)
- Hot Saturday (1932
- Reckless Decision (1933)
- Bondage (1933)
- Tarzan the Fearless (1933)
- Dinner at Eight (1933)
- Marriage on Approval (1933)
- Fighting Lady (1935)
- Navy Blues (1937)
- Shadows Over Shanghai (1938)

## Theaterwerk op Broadway
- Speak Easy    (september 1927 - november  1927)
- Trapped       (september 1928 - september 1928)
- Zeppelin      (januari   1929 - maart     1929)
- Houseparty    (september 1929 - februari  1930)
- One Good Year (november  1935 - juni      1936)
- Tortilla Flat (januari   1938 - januari   1938)

- Biblioteca Nacional de España: XX1728741
- Bibliothèque nationale de France: cb14240051s (data)
- Gemeinsame Normdatei: 141367571
- International Standard Name Identifier: 0000 0001 2135 9117
- Library of Congress Control Number: n87911855
- Nationale Bibliotheek van Israël: 987007458735505171
- Nederlandse Thesaurus van Auteursnamen: 127007385
- SNAC: w6935fqb
- Système universitaire de documentation: 059342935
- Virtual International Authority File: 61759062
- WorldCat: E39PBJk4FhVW6P7vcYxWGHXmVC